# Kenyas herrlandslag i fotboll

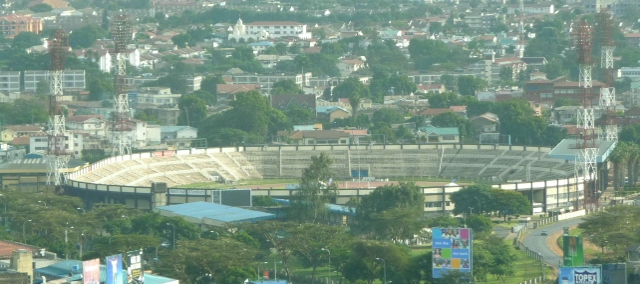
Harambee Stars hemmaarena, Nyayo Stadium i Nairobi.

Kenyas herrlandslag i fotboll, "Harambee stars", representerar Kenya i fotboll för herrar, och spelade sin första match då man den 1 maj 1926 spelade 1–1 hemma mot Uganda i Gossage Cup. De har kvalat till alla världsmästerskap sedan 1974, men aldrig lyckats komma till slutspelet. Tränare sedan februari 2009 är Antoine Hey.
Under 1990- och 2000-talet har konflikter mellan det kenyanska fotbollsförbundet och tränare och spelare lett till en mängd tränarbyten. I december sparkades den populäre Francis Kimanzi efter att öppet ha kritiserat förbundet för att sköta sitt jobb för dåligt.

## Historia
Laget spelade sin första landskamp mot Ugandas fotbollslandslag den 1 maj 1926. Matchen slutade 1–1.
Den förste kenyanska tränaren efter självständigheten 1963 var Elijah Lidonde (1967–1971).
1974 kvalade Harambee Stars till världsmästerskapen för första gången.
Laget har vunnit CECAFA Cup fem gånger: 1975, 1981, 1982, 1983 och 2002.

## African Nations Cup
I African Nations Cup har de spelat slutspel fem gånger men klarat sig förbi första omgången.

### 1972
Man var med för första gången med 1972. Man slog ut Stor-Etiopien som bestod av spelare från Etiopien och Eritrea. 1-0 borta, och 2-0 hemma. I andra omgången slog man ut Mauritius. 2-1 hemma och bara 0-0 borta. Man gjorde redan mål i sin första match, men förlorade med uddamålet 1-2. I nästa match tog man 1 poäng av Mali efter ha spelat 1-1. I nästa match spelade man 1-1 mot Togo. Kenyas 2 poäng räckte inte mer till en tredjeplats i gruppen. Man fick målskillnaden 3-4.

### 1988
Det skulle dröja 14 år innan Kenya var tillbaks. Man slog Madagaskar hemma med 2-0 och förlorade borta med 1-2, men gick vidare till nästa omgång. I sista omgången spelade man 1-1 borta och 0-0 hemma mot Zimbabwe, men gick vidare på fler(ett) borta mål. Man förlorade första matchen mot Nigeria med hela 0-3. Nigeria hade redan gjort alla tre målen 6:e 13:e och 33:e minuten. Nästa match kunde man inte upprepas utan förlorade igen med 0-3. Den här gången mot Egypten, men man lyckades ordna 1 poäng i sista matchen mot de blivande mästarna Kamerun genom att spela 0-0. Man kom sist i turneringen och gruppen med sin 1 poäng. 

### 1990
Man var redan tillbaks efter 1988. Man förlorade första matchen med 1-0 i kvalet mot Sudan. På returen vann man hemma med 1-0, men gick vidare på straffar. På sin lott fick man Malawi i sista omgången. Man slog Malawi borta med 3-2. Hemma blev det 0-0. Man fick en biljett till cupen. Första matchen gjorde man en ganska bra insats genom att spela 0-0 mot tvåorna i gruppen Senegal. Man förlorade nästa match med 0-1 mot Zambia. I nästa match förlorade man med 0-2 mot Kamerun. Man tog återigen 1 poäng och slutade sist i gruppen. Man slutade näst sist i turneringen, bara före Egypten.

### 1992
Efter 1990 var Kenya tillbaks till cupen. Kenya förlorade de två första matcherna i kvalet men vann de andra båda. Man kom före Moçambique och Sudan tack vare fler gjorda mål. Man förlorade första matchen med 1-2 mot Nigeria efter två mål av Yekini (Nigeria). Målskytt för Kenya var Weche på en straff. I nästa match förlorade man med hela 0-3 mot Senegal. Man slutade sist i turneringen och gruppen med noll poäng. 

### 2004
2004 var Kenya med. Man vann fyra matcher i kvalet och spelade en oavgjord och en förlust. Man gjorde ett imponerande kval. Man hamnade i grupp B med Mali, Senegal och Burkina Faso. Man förlorade första matchen med 1-3 mot Mali. Man förlorade även nästa match med 0-3 mot Senegal och var redan utslagen. I nästa match blev det bra och sviten bröts äntligen efter 13 matcher. Man slog Burkina Faso med hela 3-0. Kenya blev 3:a i gruppen.

## Lista över tidigare tränare
| - Ray Bachelor (England) 1961–1966 - Jack Gibbons (England) 1966–1967 - Elijah Lidonde 1967–1971 - Eckard Krautzun (Västtyskland) 1971–1972 - Jonathan Niva (spelande tränare) 1972–1975 - Ray Wood (England) 1975–1979 - Gregory Palakov (Polen) 1979 - Stephen Yongo 1979–1980 - Marshall Mulwa 1980-1983 - *Bernhard Zgoll (Västtyskland) 1984–1987 - Reinhard Fabisch (Västtyskland) 1987–1988 - Cristopher Makokha 1988 - Mohammed Kheri 1988-1990 - Vakant 1990-1992 - Gerry Saurer (Österrike) 1992–1995 - Mohammed Kheri 1995–1996 - Vojo Gardasevic (Jugoslavien) 1996–1997 - Reinhard Fabisch (Tyskland) 1997–1998 - Abdul Majid 1998 | - Christian Chukwu (Nigeria) 1998–1999 - James Aggrey Siang'a 1999–2000 - Reinhard Fabisch (Tyskland) 2001–2002 - Joe Kadenge 2002–2003 - Jacob Mulee 2003–2004 - Twahir Muhiddin 2004–2005 - Mohammed Kheri 2005 - Jacob Mulee 2005–2006 - Bernard Lama (Frankrike) 2006 - Jacob Mulee 2006–2007 - Timan Olaba 2007 - Jacob Mulee 2007–2008 - Francis Kimanzi 2008–2009 - John Ogolla 2009 - Antoine Hey (Tyskland) 2009 - Twahir Muhiddin 2009-2010 - Jacob Mulee 2010 - Zedekiah Otieno 2010-2011 - Francis Kimanzi 2011- |

## Spelare
- Victor Wanyama 2007-
- Robert Mambo Mumba ?-
- McDonald Mariga 2006-
- Willis Ochieng 2004-
- Titus Mulama 1999-
- Patrick Osiako ?-
- Michael Olunga  ?-
- Emmanuel Ake 2004-
- George Owino 2005-
- Julius Owino 2005-
- Pieter Opiyo 2008-
- Allan Wanga 2007-
- Ibrahim Shikanda 2006-
- Arnold Origi Otieno 2005-
- Boniface Ambani 2006-
- Paul Oyuga 2003-
- Patrick Oboya 2007-
- Dennis Oliech 2003-
- Zablon Amanaka 1998-
- Jerry Santos 2009-
- Francis Ouma ?-
- Taiwo Atieno 2009-
- Austin Makacha 2007